# Guillaume Dasquié
Guillaume Dasquié est un reporter et un auteur français né le 4 février 1966 à Cahors (Lot). Il est auteur de romans, d'enquêtes et d'essais de géopolitique. 

## Biographie
Guillaume Dasquié a obtenu en 1990 une licence en droit à Paris. Chercheur associé au CETEC, le laboratoire de recherche de l’Université Paris-Dauphine, en 1996 et 1997 il travaille sur l'impact des révolutions technologiques sur les pratiques sociales.
Entre février 1999 et juin 2003, Guillaume Dasquié est rédacteur en chef d’Intelligence Online, lettre professionnelle consacrée à l’actualité du risque politique et de l’intelligence économique. Il démissionne de cette fonction en juin 2003.
En mars 1999 : publie Secrètes affaires (Flammarion, 1999). Débuté durant l'été 1997 et paru au mois de mars 1999, ce livre décrit et analyse les phénomènes de privatisation du renseignement et de la sécurité.
En novembre 2001: coauteur avec Jean-Charles Brisard de Ben Laden, la vérité interdite (Denoël 2001). La thèse principale de l'ouvrage, selon la jaquette du livre, est que « la monarchie saoudienne s'est longtemps livrée à un double jeu » et que les Saoudiens sont de « puissants financiers, à la fois partenaires de l'Occident et argentiers de la terreur ». 
En juin 2002 : coécrit avec Jean Guisnel, L'Effroyable Mensonge (La Découverte) une enquête sur la théorie du complot sur les attentats du 11 septembre. Le livre se présente comme une critique de cette théorie.
En mai 2003, il publie Les nouveaux pouvoirs (Flammarion), un livre d'enquête consacré au développement de l'industrie du lobbying et à la privatisation du droit. La même année, il crée la revue Minotaure qui disparaîtra moins de deux ans plus tard.
De septembre 2003 à l'été 2005, il assure des fonctions de directeur de recherche à l’IRIS (Institut de relations internationales et stratégiques). À cette période, il travaille sur la crise irakienne et en particulier sur le dossier des armes de destructions massives en Irak.
En 2005, il publie Al-Qaida vaincra (Privé/Flammarion), le dernier de ses ouvrages sur le terrorisme islamiste. Paru au mois de mai 2005, le livre  montre qu'une structure nommée International Islamic Relief Organization (IIRO) a financé Al-Qaida. Cette structure est inscrite en août 2006 sur la liste du Département américain du Trésor des organisations accusées d'avoir soutenu le terrorisme islamiste.
De 2005 à 2007 : gère le site geopolitique.com. En avril 2007 : alors journaliste indépendant au Monde, il publie des documents révélant que les services secrets français avaient envisagé dès janvier 2001 qu'Al-Qaïda s'en prendrait aux États-Unis en utilisant des avions de ligne, à travers notamment l'une de ses notes de janvier 2001. Ces documents se présentent sous la forme d'une « compilation » de la DGSE. Cette parution entraîné une plainte du ministère de la Défense (voir plus bas).
Dans une enquête parue dans Le Monde du 11 juin 2007, il révèle des documents démontrant l'existence de pressions politiques émanant de l'Élysée et du directeur de cabinet du Garde des Sceaux, dans le dossier d'instruction du juge Borrel, relatif à ce magistrat assassiné en octobre 1995 à Djibouti. 
En 2008, il obtient la condamnation d'un ancien cadre de la Direction générale de la Sécurité extérieure (DGSE) pour avoir nié des évidences au sujet de la participation d'un important banquier saoudien au financement du terrorisme[réf. nécessaire]. 
De septembre 2008 à février 2011, il publie régulièrement des reportages dans le quotidien Libération ; en particulier plusieurs enquêtes sur l'affaire de l'attentat du 8 mai 2002 à Karachi mais aussi sur des trafics d'armes, des opérations immobilières sur les prisons, l'affaire de Tarnac. Au mois de mars 2010, le rapport parlementaire Cazeneuve sur l'attentat de Karachi décrit en annexe la participation dès 2002 de Guillaume Dasquié aux notes Nautilus qui permettront le redémarrage de la procédure sur l'attentat.
En janvier 2009 : publie un roman, La ville des mensonges chez Robert Laffont, qui suit à travers Hong Kong le parcours d'un altermondialiste déçu nommé à la direction de la Bank of China.
De mars 2011 à janvier 2013, il est directeur de la rédaction du site Owni.fr  comme le mentionne un long portrait que lui consacre le mensuel Technikart,.
De 2015 à 2018 : publie des reportages dans Vanity Fair et le Journal du Dimanche, écrit et réalise des documentaires. 

## Débats
Certains de ses travaux ont eu un impact sur des dossiers judiciaires notamment sa participation dès 2002 à l'enquête dénommée Nautilus, qui a permis de relancer l'affaire de l'attentat de Karachi et de remettre en cause la piste d'un attentat islamiste aveugle qu'a longtemps privilégiée la Direction centrale du renseignement intérieur (DCRI). Certaines enquêtes ou reportages de Guillaume Dasquié ont fait l'objet d'attaques diverses menées par des membres des services secrets, des fonctionnaires du ministère français de la Défense, du fondateur du Réseau Voltaire ou du banquier saoudien Khaled bin Mahfouz :
- L'affaire des documents de la DGSE

Un article du site Mediapart de janvier 2012, évoque la possibilité que Guillaume Dasquié aurait tenté de vendre des documents de la DGSE à un cabinet d'investigation suisse, géré par son ancien coauteur Jean-Charles Brisard, selon des déclarations effectuées par ce dernier. Ces accusations sont apparues dans l'instruction judiciaire touchant la publication de notes de la DGSE parue dans Le Monde (voir plus bas). Or, un an plus tard, en 2013, des documents déclassifiés ont montré qu'il s'agissait d'une opération de provocation visant le journaliste . Et le 6 janvier 2014, les juges Marc Trévidic et Nathalie Poux ont dénoncé les méthodes de la DCRI, chargée de l'enquête, affirmant que ce service avait organisé de toutes pièces cette opération de vente visant à compromettre Guillaume Dasquié, sans y parvenir. Le principal témoin à charge, Jean-Charles Brisard, apparait comme un correspondant de la DCRI mandaté pour mener cette opération. Les recherches des juges révélaient en outre que Guillaume Dasquié lui avait bien remis ces documents, mais gracieusement. Pour l'ensemble de ce dossier, les magistrats ont rendu en conséquence une ordonnance de non-lieu. 
- Les poursuites pour une enquête publiée dans Le Monde

Guillaume Dasquié a été interpellé par la DST à son domicile le 5 décembre 2007, placé en garde à vue puis mis en examen, le 6 décembre, pour « compromission du secret de la défense ». Il lui est reproché d'avoir divulgué, dans Le Monde du 17 avril 2007, des documents non déclassifiées provenant de la Direction générale de la Sécurité extérieure (DGSE). Ces documents présentent les informations dont disposaient les services de renseignements français sur Al-Qaida avant les attentats du 11 septembre 2001 à New York. Il s'agit notamment d'une note classée confidentiel-défense du 5 janvier 2001 sur Al-Qaida, intitulée « projet de détournement d'avion par des islamistes radicaux » et d'une autre du 13 septembre 2001 consacrée aux ressources financières d'Oussama ben Laden faisant apparaître le nom du banquier saoudien Khaled bin Mahfouz. Michèle Alliot-Marie, alors ministre de la Défense, porte plainte contre X. Dans un article du journal Le Monde du 26 décembre 2007, Dasquié détaille sa garde à vue. Il précise qu'il n'a pas révélé le nom de la personne qui lui avait remis les documents ; mais qu'il a confirmé que ses documents étaient sortis de la DGSE par la voie officielle, c'est-à-dire à l'initiative du directeur Jean-Claude Cousseran, qui en avait remis des copies à une trentaine de membres du gouvernement français.  Les investigations judiciaires, qui durent près de sept ans, sont confiées à la DCRI. En 2013, les juges découvrent que la DCRI avait lancé dès 2006 une opération de provocation à l'égard du journaliste, en demandant à un enquêteur privé d'initier une négociation financière sur des documents qu'il détenait dans le but de le compromettre et d'identifier ses sources. Dans l'ordonnance de non-lieu dont il bénéficie le 6 janvier 2014, les magistrats critiquent les méthodes des services de sécurité dans cette affaire.
- L’effroyable mensonge, thèses et foutaises sur le 11 septembre

En juin 2002, il est le coauteur avec Jean Guisnel, journaliste au Point, de L'effroyable mensonge (La Découverte, 2002), un ouvrage qui conteste la version de Thierry Meyssan selon laquelle, lors des attentats du 11 septembre 2001 aux États-Unis, aucun avion n'aurait percuté le Pentagone. Le livre L'effroyable mensonge a été poursuivi en justice par Thierry Meyssan, principal animateur du Réseau Voltaire, ainsi que, en 2002, par Hubert Marty-Vrayance, commissaire à la direction centrale des Renseignements généraux . La contre-enquête de Guillaume Dasquié et Jean Guisnel consistait à apporter des preuves confirmant l'information relative au crash de l'avion contre le Pentagone. Elle mettait également en évidence les liens entre Thierry Meyssan et un commissaire des renseignements généraux (RG), Hubert Marty-Vrayance et critiquait sur un ton pamphlétaire « certaines dérives » du Réseau Voltaire. Hubert Marty-Vrayance a été débouté jusqu’en appel de ses demandes contre le livre.
- Ben Laden, la vérité interdite

Un chapitre du livre Ben Laden, la vérité interdite, publié en novembre 2001, coécrit par Guillaume Dasquié et Jean-Charles Brisard a été l'objet d'un contentieux judiciaire à Londres, sur la base d'une plainte pour diffamation de la part du banquier saoudien Khalid Bin Mahfouz. Jean-Charles Brisard a formellement reconnu être l'unique auteur du chapitre contesté, dans une attestation signée pour les tribunaux américain. Au mois d'octobre 2006, ce contentieux a donné lieu à une transaction signée entre les avocats de ce banquier et les deux auteurs, sous la forme d'une lettre d'excuses mentionnant que les sources à l'origine du chapitre litigieux s'étaient rétractées postérieurement à sa publication. Les représentants de Khalid Bin Mahfouz, Kendall and Freeman, ont ensuite acheté des encarts publicitaires pour offrir une large diffusion à cette lettre d'excuses. Selon un jugement du Tribunal de grande instance de Paris du 30 mai 2008, postérieurement à ce contentieux, Guillaume Dasquié a recueilli en mars 2007 une interview du responsable du contre-terrorisme au sein des services secrets français de la DGSE, Alain Chouet, confirmant et détaillant le rôle de soutien financier de Khaled bin Mahfouz au profit d'Oussama ben Laden. Après des échanges écrits avec les avocats de Khaled bin Mahfouz, Alain Chouet avait affirmé que cette interview avait été inventée. Au vu des éléments matériels apportés à l'audience par Dasquié, le tribunal a confirmé l'authenticité de l'interview et a condamné le responsable de la DGSE à verser 9 000 € de dédommagement au journaliste.

## Publications
- Secrètes affaires Les services secrets infiltrent les entreprises, Flammarion, 1999[29]
- Ben Laden, la vérité interdite, avec Jean-Charles Brisard, Denoël, 2001
- L’effroyable mensonge avec Jean Guisnel, La Découverte, 2002[30]
- Les nouveaux pouvoirs, Flammarion, 2003
- Al-Qaïda vaincra, Flammarion/Privé, 2005[31]
- La Ville des mensonges, roman, Robert Laffont, 2009[32]
- Les recruteurs, roman, Grasset, 2022[33]